# Montesquieu
Montesquieu of voluit Charles Louis de Secondat, baron de La Brède et de Montesquieu (kasteel van La Brède nabij Bordeaux, 18 januari 1689 – Parijs, 10 februari 1755), wiens volle naam ook vaak wordt verkort tot Charles de Montesquieu, was een Franse filosoof en magistraat. Hij wordt beschouwd als een van de grondleggers van de sociologie en als een van de belangrijkste filosofen van de Verlichting.
De huidige staatsrechtelijke inrichting van westerse democratieën is mede gebaseerd op ideeën van hem, en op die van John Locke. Belangrijk hierbij is zijn concept van de scheiding der machten. Dit kwam voort uit zijn kritiek op het  feodale Franse landsbestuur in die tijd, waar de heerschappij veelal in handen van één machthebber lag, en dan vooral op de excessen van het absolutisme, wat hij aanduidde als despotisme. Zijn ideeën over recht, staat en politiek waren een inspiratiebron voor revoluties zoals de Corsicaanse onafhankelijkheidsoorlog (1755), de Amerikaanse onafhankelijkheid (1776), de Franse Revolutie (1789) en de Belgische Revolutie (1790 en 1830), enzovoorts.

## Biografie
Montesquieu behoorde tot een familie van parlementariërs. Volgens zijn geboorteakte hadden zijn ouders een bedelaar als peetoom voor hem uitgekozen.
Hij volgde van 1700-1705 onderwijs aan het Collège de Juilly (Île-de-France). Daarna studeerde hij rechten te Bordeaux tot 1708, waarna hij naar Parijs vertrok om meer kennis te krijgen van het recht zoals het toegepast werd in de praktijk. In 1713 keerde hij terug naar Bordeaux, omdat zijn vader overleden was, en hij zich met diens erfenis moest bezighouden. Een jaar later verwierf hij een zetel als raadsheer in het Parlement van Bordeaux.
Op 30 april 1715 trouwde hij met Jeanne de Lartigue, een protestantse uit een rijke familie van wie hij een grote bruidsschat kreeg. In 1716 kreeg hij een grote erfenis van zijn oom: hij werd président à mortier van het Parlement van Bordeaux en erfde de baronie Montesquieu, die hij vanaf toen in zijn naam droeg. In dezelfde tijd begon hij zich sterk te interesseren voor politiek en wetenschap, met name na de dood van koning Lodewijk XIV in 1715, waardoor tijdens de Régence het politieke klimaat in Frankrijk drastisch veranderde. Hij schreef enkele wetenschappelijke verhandelingen voor de Academie van Bordeaux.
Montesquieu was van mening dat de grootsheid van Frankrijk te danken was aan de adel, die als autonome macht de wetten beschermde en opkwam voor de burgers. De regeerperiode van Lodewijk XI (1461-1483) zou hier een einde aan hebben gemaakt. Onder hem zouden handelaren aan invloed gewonnen hebben ten koste van de adel en de lokale gemeenschappen, met despotisme als gevolg. Versailles werd daarbij het door Montesquieu gehate machtscentrum. Dit standpunt werd door Neumann aangeduid als de thèse nobiliaire en stond in die tijd tegenover de thèse royale, welke laatste onder meer werd verdedigd door Dubos met zijn Histoire critique de l'établissement de la monarchie française dans les Gaules. Daarin zag hij Frankrijk gebaat bij een sterk koningschap met de opkomende bourgeoisie, zonder de tussenliggende laag van adel die alleen maar koninklijke macht naar zich hadden toegetrokken in momenten van zwakte.
Vanaf 1728 was Montesquieu lid van de Académie française, nadat hij zijn parlementaire functie had opgegeven om zijn schulden te kunnen afbetalen. In hetzelfde jaar begon hij aan een lange reis door een groot deel van Europa, waarbij hij Oostenrijk, Hongarije, Italië, Duitsland, Nederland en Engeland bezocht. In 1730 werd hij in Londen lid van de vrijmetselarij. Na zijn terugkeer in Frankrijk in 1731 trok hij zich terug in het kasteel van La Brède in Aquitanië, waar hij zich vanaf toen geheel toelegde op het schrijverschap.

## Belangrijkste werken

### Perzische brieven
In 1721 publiceerde Montesquieu in Amsterdam anoniem de invloedrijke satirische briefroman Perzische brieven (Lettres persanes), waarin twee Perzen Europa bezoeken en met hun kritische beschouwingen de spiegel aan hun gastheren voorhouden, de Europeanen. Dit werk is ook nu nog zeer leesbaar. Met dit brievenboek werd Montesquieu beroemd.
Perzische brieven is voornamelijk bekend geworden door de kritiek die Montesquieu uit op verschillende aspecten van de Franse maatschappij en de spot die hij met de Fransen drijft. In het begin ziet de lezer vooral de naïviteit van de Perzen tegenover de Franse normen en waarden uit die tijd, echter wordt al snel duidelijk dat de tekst satirisch is geschreven en de lezer juist een spiegel voorhoudt. Een van de belangrijkste zaken die Montesquieu aan de kaak stelt in deze briefroman is de monarchie. Hij noemt dit systeem een "fataal wapen", omdat de drie machten (wetgevende, uitvoerende en rechtsprekende macht) samengevoegd zijn onder één persoon, de koning.

### Considérations
In 1734 publiceerde hij - opnieuw anoniem en in Amsterdam - de Considérations sur les causes de la grandeur des Romains et de leur décadence, dat oorspronkelijk bedoeld was als hoofdstuk binnen De L'Esprit des Lois.

### Over de geest van de wetten
In 1748 publiceerde hij in Genève zijn bekendste en meest invloedrijke werk, Over de geest van de wetten (De l'Esprit des Lois). Dit was een grote studie van republieken, monarchieën en despotieën. Montesquieu keerde zich onder meer tegen de slavernij en zocht naar manieren om de vrijheid te vergroten en tirannie te voorkomen.
In het hoofdstuk "Over de Engelse staatsinrichting" kwam Montesquieu tot de conclusie dat dit mogelijk was door het scheiden van de machten. In deze leer van de trias politica gaat het om het drietal van de wetgevende macht, de uitvoerende macht en de rechtsprekende macht. Een sterke bovenklasse was volgens hem noodzakelijk om machtsmisbruik te voorkomen. De drie machten moesten elkaar controleren en voorkomen dat één macht de bovenhand kreeg. Zij dienden om de vrijheid en gelijkheid van de burger te behouden. De dertien Parlementen van Frankrijk waren volgens Montesquieu de manier om koninklijk despotisme tegen te gaan. Hij zag een sleutelrol weggelegd voor de aristocratie, waartoe hij behoorde, en poogde de legitimiteit van het leenheerlijk stelsel aan te tonen.
Met dit boek beïnvloedde Montesquieu de tsarina Catharina II van Rusland. Ook de grondwet van de Verenigde Staten die in 1789 werd opgesteld en de Franse grondwet van 1791 zijn voor een groot deel op deze theorie gebouwd. Andere West-Europese staten baseerden hun grondwetten eveneens op dit principe.
Als antwoord op de kritiek die er in de daaropvolgende jaren op De l'Esprit des Lois werd geuit schreef Montesquieu in 1751 een verdediging hiervan, de Défense de l'Esprit des Lois. In 1754 – een jaar voor zijn dood – publiceerde hij zijn laatste geschrift van enig belang, Arsace et Isménie, een werk dat enige overeenkomst vertoont met de Télémaque van Fénelon.

## Strafrecht
Montesquieu droeg ook bij aan de ontwikkeling van het strafrecht. Met Cesare Beccaria is hij van belang voor het vigerend strafrecht in Nederland. Hij verzette zich tegen de toen bestaande folterpraktijken. In zijn optiek dienden de straffen in verhouding te staan tot de misdrijven (proportionaliteitsbeginsel). Hierbij gaf hij de voorkeur aan geldstraffen boven lijfstraffen. Hij was ook een van de eersten die de preventiegedachte op de voorgrond plaatsten. Hij onderscheidde `wereldlijke' misdaden en `misdaden jegens God'. Deze laatste dienden niet door het wereldlijk strafrecht te worden bestraft.

## Publicaties

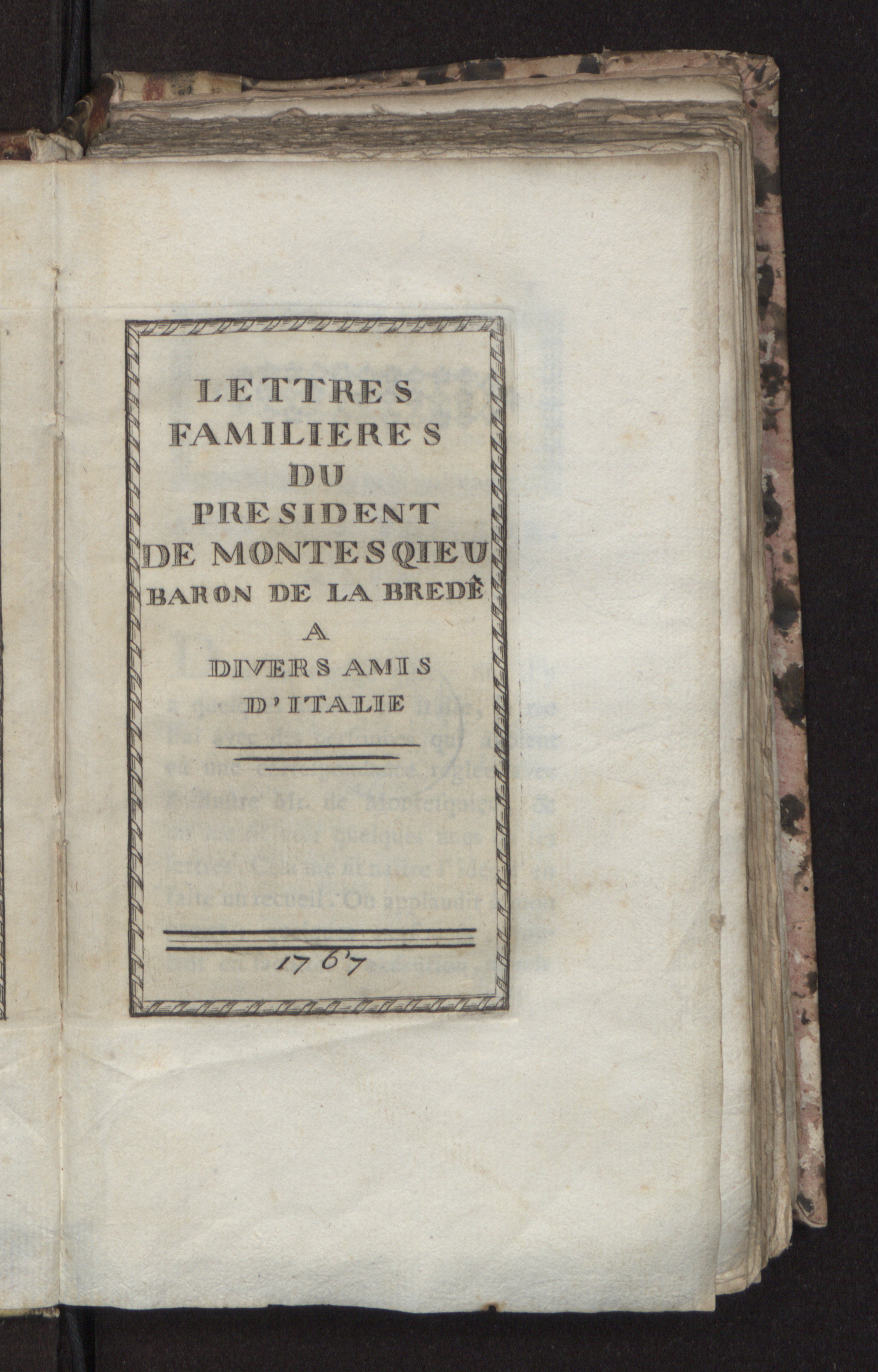
Lettres familières à divers amis d'Italie, 1767

- La cause de la pesanteur des corps
- La damnation éternelle des païens (1711)
- Système des Idées (1716)
- Lettres persanes (1721)
  - De Persiaansche spion, of Persiaansche brieven, 1736
  - Vert. Jeanne Holierhoek: "Perzische brieven", 2002 ISBN 90-284-1899-7
- Le Temple de Gnide (1724), roman
- Histoire véritable d'Arsace et Isménie (1730), roman
- Considérations sur les causes de la grandeur des Romains et de leur décadence (1734)
  - Aenmerkingen over de oorzaken van de grootheid der Romeinen, en van hunnen ondergang, 1773
- De l'esprit des lois (1748)
  - De aart der wetten. Eerste en Twede deel, 1771; Derde en Vierde deel, 1773
  - De geest der wetten. Eersten deels, 1783; Tweeden deels, 1784; Derden deels, 1785; Vierden deels, 1785; Register, 1787
  - Vert. Jeanne Holierhoek: "Over de geest van de wetten", 2006 ISBN 90-8506-072-9
- La défense de « l'Esprit des lois » (1750)
- Pensées suivies de Spicilège
- Le flux et le reflux de la mer
- Mémoires sur la fièvre intermittente
- Mémoires sur l'écho
- Les maladies des glandes rénales
- La pesanteur des corps
- Le mouvement relatif
- Les caprices de la mode, brief